# 宁化古城
宁化古城，位于山西省忻州市宁武县城西南70公里宁化乡宁化村，是中华人民共和国山西省文物保护单位之一。
1996年1月12日，授予山西省文物保护单位，是一座古建筑及历史纪念建筑物。